# دانشگاه فونتبون
دانشگاه فونتبون یک دانشگاه خصوصی کاتولیک رومی در کلیتون، میسوری است. این دانشگاه در سال ۲۰۲۱، ۹۵۵ دانش آموز ثبت نام کرده‌است. فونتبون توسط کمیسیون آموزش عالی معتبر است و رشته‌های کارشناسی، کارشناسی ارشد و دکترا را ارائه می‌دهد. تیم‌های ورزشی آن در کنفرانس ورزشی بین دانشگاهی سنت لوئیس به رقابت می‌پردازند. کاهش شدید ثبت نام دانشجویان از ۲۲۹۳ (در سال ۲۰۱۱) به ۹۵۵ (در سال ۲۰۲۱) باعث شده‌است که فعالیت دانشگاه در ۱۰ سال گذشته نزولی باشد.

## تاریخچه
دانشگاه فونتبون، که در سال ۱۹۲۳ به عنوان یک کالج زنان تأسیس شد، نام خود را از مادر سنت جان فونتبون گرفته‌است، که در سال ۱۸۰۸ پس از انقلاب فرانسه، جماعت خواهران سنت جوزف (CSJ) را تأسیس کرد. بیش از یک قرن و نیم قبل، در سال ۱۶۵۰، خواهران سنت جوزف در LePuy، فرانسه تأسیس شده بود. در جریان انقلاب فرانسه، خواهران مجبور به بازگشت به خانه‌های خود شدند و جامعه متفرق شد. حدود ۲۸ سال پس از تأسیس مجدد، شش خواهر سنت جوزف در سال ۱۸۳۶ به ایالات متحده آمدند و یک جامعه کوچک در جنوب سنت لوئیس، میسوری در قلمرو اسقف نشین سنت لوئیس ایجاد کردند. آنها پنج سال بعد، در سال ۱۸۴۱، آکادمی سنت جوزف را برای دختران افتتاح کردند.